# Филипп II де Лален
Граф Филипп II де Лален (фр. Philippe II de Lalaing; ум. 14 мая 1582, Валансьен), барон д'Экорне, сеньор де Ваврен — военачальник и государственный деятель Испанских Нидерландов.

## Биография
Сын Шарля II де Лалена и Марии Маргариты де Крой. Был крещен в церкви Святого Иоанна в Валансьене графом де Боссю от имени Карла V и господином де Вимом и герцогиней д'Арсхот от имени Марии Австрийской.
25 июля 1562 отправился из Экоссинна для обучения в Италию, посетив по пути Ахен, Кельн, Вормс, Шпейер, Ульм, Мюнхен, Инсбрук, Триент и другие города. Пятнадцать месяцев учился в Падуанском университете, «упражняясь во всем, что необходимо знать дворянину, познакомившись со всеми видами оружия, танцами и вольтижировкой, а также музыкой, и несколькими инструментами, как то: лютня, скрипка и другие», помимо основного образования.
Затем побывал в Венеции, Ферраре, Болонье, Флоренции, Лукке, Пизе, Риме, Неаполе и других городах Италии. О его путешествии позднее написал воспоминания Адриен д'Эклеб, сеньор де Клермон.
По возвращении в Нидерланды был сенешалем Фландрии, губернатором Валансьена, дуайеном пэров Эно. В 1574 был назначен капитан-генералом и великим бальи Эно. В 1576 порвал с испанцами из-за недовольства их насильственными действиями, и в 1577 был назначен командующим пехотой армии Генеральных штатов в чине генерал-лейтенанта под командованием герцога ван Арсхота. Участвовал в переговорах с герцогом Анжуйским, предложившим Соединенным провинциям свою помощь, и был одним из организаторов Брюссельской унии.
В 1579 году вместе с братом Эммануэлем-Филибером, маркизом де Ранти, вновь перешел на сторону короля Испании, и содействовал Алессандро Пармскому в покорении валлонских провинций. После взятия Валансьена вместе с женой организовал в городе большой религиозно-политический праздник.
В октябре 1579 хитростью овладел Ландреси, в следующем году был назначен герцогом Пармским членом Государственного совета в Брюсселе. Погиб в результате падения со своей лошади. Погребен в церкви Лаллена.

## Семья
Жена (7.06.1569): Маргарита де Линь (24.02.1552—24.02.1611), графиня д'Аренберг, дочь Жана де Линя, принца д'Аренберга, и Маргариты де Ламарк, суверенной графини д'Аренберг
Дети:
- Пьер-Эммануэль де Лален (ум. юным)
- граф Франсуа де Лален (1577—11.02.1590)
- графиня Маргарита де Лален (04.1574—21.02.1650). Муж (09.1592): граф Флоран де Берлемон (ум. 1620)
- Кристина де Лален. Муж: граф Масимилиан I де Байоль
- Мария де Лален (ум. юной)
- Анна де Лален (ум. юной)